# Jan Łoś (kasztelan wyszogrodzki)

Herb Dąbrowa

Jan Łoś herbu Dąbrowa (zm. 1592) – kasztelan wyszogrodzki.
Syn Pawła, chorążego ciechanowskiego, i Młodzianowskiej (nieznanej z imienia). Prawnuk Sławca Boglewskiego, kasztelana czerskiego. 
Urząd kasztelana wyszogrodzkiego sprawował w latach 1591-1592.